# Adam Kokoszka
Adam Kokoszka (Andrychów, 6 ottobre 1986) è un ex calciatore polacco, di ruolo difensore.

## Carriera

### Club
Fa il suo debutto con la maglia del Wisła Cracovia il 4 agosto 2006, nel corso di una partita contro l'Arka Gdynia. Nel 2008 ha vinto il campionato polacco.
Il 29 luglio 2008 firma un contratto di 5 anni con l'Empoli.
Il 31 gennaio 2011 si trasferisce in prestito con diritto di riscatto dell'intero cartellino al Polonia Varsavia, che verrà acquistato interamente dal club polacco il 13 giugno 2011.

### Nazionale
Nonostante contasse soltanto poche presenze con il suo club, Leo Beenhakker lo nota e lo convoca in Polonia nel dicembre del 2006, facendolo debuttare pochi giorni dopo in una amichevole disputata contro gli Emirati Arabi Uniti.
Alla sua seconda presenza, in un match contro l'Estonia, ha messo a segno la sua prima rete.
È stato convocato per il Campionato europeo di calcio 2008.

## Statistiche

### Presenze e reti nei club
Statistiche aggiornate al 3 settembre 2018.
| Stagione                | Squadra                 | Campionato              | Campionato | Campionato | Coppe nazionali | Coppe nazionali | Coppe nazionali | Coppe continentali | Coppe continentali | Coppe continentali | Altre coppe | Altre coppe | Altre coppe | Totale | Totale |
| Stagione                | Squadra                 | Comp                    | Pres       | Reti       | Comp            | Pres            | Reti            | Comp               | Pres               | Reti               | Comp        | Pres        | Reti        | Pres   | Reti   |
| ----------------------- | ----------------------- | ----------------------- | ---------- | ---------- | --------------- | --------------- | --------------- | ------------------ | ------------------ | ------------------ | ----------- | ----------- | ----------- | ------ | ------ |
| 2005-2006               | Wisła Cracovia          | IL                      | 0          | 0          | CP              | ?               | ?               | -                  | -                  | -                  | -           | -           | -           | 0+     | 0+     |
| 2006-2007               | Wisła Cracovia          | IL                      | 11         | 0          | CP              | ?               | ?               | CU                 | 2                  | 0                  | -           | -           | -           | 13+    | 0+     |
| 2007-2008               | Wisła Cracovia          | IL                      | 10         | 1          | CP              | 3               | 0               | -                  | -                  | -                  | -           | -           | -           | 13     | 1      |
| Totale Wisla Cracovia   | Totale Wisla Cracovia   | Totale Wisla Cracovia   | 21         | 1          |                 | 3+              | 0+              |                    | 2                  | 0                  |             |             |             | 26+    | 1+     |
| 2008-2009               | Empoli                  | B                       | 20+1       | 0          | CI              | 1               | 0               | -                  | -                  | -                  | -           | -           | -           | 22     | 0      |
| 2009-2010               | Empoli                  | B                       | 22         | 0          | CI              | 2               | 0               | -                  | -                  | -                  | -           | -           | -           | 24     | 0      |
| 2010-gen. 2011          | Empoli                  | B                       | 1          | 0          | CI              | 1               | 0               | -                  | -                  | -                  | -           | -           | -           | 2      | 0      |
| Totale Empoli           | Totale Empoli           | Totale Empoli           | 43+1       | 0          |                 | 4               | 0               |                    |                    |                    |             |             |             | 48     | 0      |
| gen.-giu. 2011          | Polonia Varsavia        | EK                      | 11         | 0          | CP              | 1               | 1               | -                  | -                  | -                  | -           | -           | -           | 12     | 1      |
| 2011-2012               | Polonia Varsavia        | EK                      | 16         | 0          | CP              | 1               | 0               | -                  | -                  | -                  | -           | -           | -           | 17     | 0      |
| 2012-gen. 2013          | Polonia Varsavia        | EK                      | 11         | 0          | CP              | 2               | 0               | -                  | -                  | -                  | -           | -           | -           | 13     | 0      |
| Totale Polonia Varsavia | Totale Polonia Varsavia | Totale Polonia Varsavia | 38         | 0          |                 | 4               | 1               |                    |                    |                    |             |             |             | 42     | 1      |
| gen.-giu. 2013          | Śląsk Breslavia         | EK                      | 12         | 1          | CP              | 4               | 0               | -                  | -                  | -                  | -           | -           | -           | 16     | 1      |
| 2013-2014               | Śląsk Breslavia         | EK                      | 31         | 1          | CP              | 0               | 0               | UEL                | 6                  | 0                  | -           | -           | -           | 37     | 1      |
| 2014-2015               | Torpedo Mosca           | PL                      | 22         | 0          | CR              | 2               | 0               |                    | -                  | -                  |             | -           | -           | 24     | 4      |
| 2015-2016               | Śląsk Breslavia         | EK                      | 27         | 0          | CP              | 4               | 0               | UEL                | 2                  | 0                  | -           | -           | -           | 33     | 0      |
| 2016-2017               | Śląsk Breslavia         | EK                      | 30         | 3          | CP              | 2               | 0               |                    | -                  | -                  | -           | -           | -           | 32     | 3      |
| 2017-2018               | Śląsk Breslavia         | EK                      | 0          | 0          | CP              | 0               | 0               |                    | -                  | -                  | -           | -           | -           | 0      | 0      |
| Totale Slask Wroclaw    | Totale Slask Wroclaw    | Totale Slask Wroclaw    | 100        | 5          |                 | 10              | 0               |                    | 8                  | 0                  |             |             |             | 118    | 3      |
| 2017-2018               | Zagłębie Sosnowiec      | EK                      | 3          | 0          | CP              | 0               | 0               |                    | -                  | -                  | -           | -           | -           | 3      | 0      |
| Totale carriera         | Totale carriera         | Totale carriera         | 245        | 6          |                 | 15              | 1               |                    | 8                  | 0                  |             |             |             | 268    | 7      |

### Cronologia presenze e reti in Nazionale
| Cronologia completa delle presenze e delle reti in nazionale ― Polonia | Cronologia completa delle presenze e delle reti in nazionale ― Polonia | Cronologia completa delle presenze e delle reti in nazionale ― Polonia | Cronologia completa delle presenze e delle reti in nazionale ― Polonia | Cronologia completa delle presenze e delle reti in nazionale ― Polonia | Cronologia completa delle presenze e delle reti in nazionale ― Polonia | Cronologia completa delle presenze e delle reti in nazionale ― Polonia | Cronologia completa delle presenze e delle reti in nazionale ― Polonia |
| Data                                                                   | Città                                                                  | In casa                                                                | Risultato                                                              | Ospiti                                                                 | Competizione                                                           | Reti                                                                   | Note                                                                   |
| ---------------------------------------------------------------------- | ---------------------------------------------------------------------- | ---------------------------------------------------------------------- | ---------------------------------------------------------------------- | ---------------------------------------------------------------------- | ---------------------------------------------------------------------- | ---------------------------------------------------------------------- | ---------------------------------------------------------------------- |
| 6-12-2006                                                              | Abu Dhabi                                                              | Emirati Arabi Uniti                                                    | 2 – 5                                                                  | Polonia                                                                | Amichevole                                                             | -                                                                      |                                                                        |
| 3-2-2007                                                               | Jerez de la Frontera                                                   | Polonia                                                                | 4 – 0                                                                  | Estonia                                                                | Amichevole                                                             | 1                                                                      | 66’                                                                    |
| 15-12-2007                                                             | Adalia                                                                 | Polonia                                                                | 1 – 0                                                                  | Bosnia ed Erzegovina                                                   | Amichevole                                                             | -                                                                      |                                                                        |
| 2-2-2008                                                               | Pafo                                                                   | Polonia                                                                | 1 – 0                                                                  | Finlandia                                                              | Amichevole                                                             | 1                                                                      | cap.                                                                   |
| 27-2-2008                                                              | Wronki                                                                 | Polonia                                                                | 2 – 0                                                                  | Estonia                                                                | Amichevole                                                             | -                                                                      | cap.                                                                   |
| 26-5-2008                                                              | Germania                                                               | Polonia                                                                | 1 – 1                                                                  | Macedonia                                                              | Amichevole                                                             | -                                                                      |                                                                        |
| 27-5-2008                                                              | Germania                                                               | Albania                                                                | 0 – 1                                                                  | Polonia                                                                | Amichevole                                                             | -                                                                      | 9’                                                                     |
| 16-6-2008                                                              | Klagenfurt am Wörthersee                                               | Polonia                                                                | 0 – 1                                                                  | Croazia                                                                | Euro 2008 - 1º Turno                                                   | -                                                                      | 46’                                                                    |
| 20-8-2008                                                              | Leopoli                                                                | Ucraina                                                                | 1 – 0                                                                  | Polonia                                                                | Amichevole                                                             | -                                                                      | 46’                                                                    |
| 14-11-2009                                                             | Varsavia                                                               | Polonia                                                                | 0 – 1                                                                  | Romania                                                                | Amichevole                                                             | -                                                                      | 27’                                                                    |
| 20-1-2014                                                              | Abu Dhabi                                                              | Moldavia                                                               | 0 – 1                                                                  | Polonia                                                                | Amichevole                                                             | -                                                                      |                                                                        |
| Totale                                                                 |                                                                        | Presenze                                                               | 11                                                                     |                                                                        | Reti                                                                   | 2                                                                      |                                                                        |

## Palmarès

### Club

#### Competizioni nazionali
- Campionato polacco: 1

Wisła Cracovia: 2007-2008